# Mircea Lutic
Mircea Lutic (în ucraineană Мірча Савович Лютик; n. 29 mai 1939, Iordănești, Cernăuți, Cernăuți, Ucraina – d. 17 septembrie 2020, Cernăuți, Ucraina) a fost un scriitor ucrainean de limbă română. El a activat ca poet, jurnalist și traducător.

## Biografie
S-a născut în Iordănești, într-o familie de români. A absolvit Școala Pedagogică din Cernăuți și Facultatea de Istorie și Filologie a Universității din Chișinău.  
A lucrat ca redactor literar la ziarul minorității naționale române din Ucraina, „Concordia” (Zlagoda).  

## Activitate literară
A scris în limba română. Este autor al volumelor de poezie Patria luminii, Fereastra de strajă, Dătător de viață, Esența, Ecoul focului, Pelerinul tainic, Clipa binecuvântată, al cărții pentru copii Toamna are trei fii…, precum și al volumului de publicistică În constelația cuvântului.  
A tradus în limba română opere ale unor autori precum Andrejs Upīts, F. Bevk, Upton Sinclair, Oles Honciar, Asqad Muchtar, Fiodor Dostoievski, Ivan Turgheniev, Mihail Lermontov, Vasîl Zemliak, Anton Cehov, Mihail Șolohov, V. Kolodii, Lev Tolstoi, P. Palii ș.a. 
Mircea Lutic a decedat pe 17 septembrie 2020, în Cernăuți.

## Premii și distincții[3]
- Ordinul Național „Serviciul Credincios”
- Premiul Uniunii Scriitorilor din Moldova
- Premiul Internațional „Ivan Franko”
- Premiul „Mircea Streinul”
- Premiul „Isidor Vorobchievici”